# Neodrassex aureus
Neodrassex aureus Ott, 2012 è un ragno appartenente alla famiglia Gnaphosidae.

## Etimologia
Il nome della specie deriva dall'aggettivo latino aureus, che significa d'oro, in ricordo delle nozze d'oro dei genitori del descrittore della specie: Germano Rudolfo Ott e Elke Elisabeth Ott (1962-2012).

## Caratteristiche
L'olotipo maschile rinvenuto ha lunghezza totale è di 2,59mm; la lunghezza del cefalotorace è di 1,21mm; e la larghezza è di 0,92mm.

## Distribuzione
La specie è stata reperita in Brasile: l'olotipo maschile presso il Parque Copesul de Proteção Ambiental, all'interno del comune di Triunfo, nello stato del Rio Grande do Sul. Altri esemplari sono stati trovati, nello stesso Stato, nel Parque Estadual do Turvo, nel territorio comunale di Derrubadas. Inoltre altri esemplari sono stati rinvenuti negli stati di Amazonas e di Paraná.

## Tassonomia
È la specie tipo del genere Neodrassex Ott, 2012.
Al 2015 non sono note sottospecie e dal 2013 non sono stati esaminati nuovi esemplari.